# Bénézit
Pour les articles homonymes, voir Bénézit (homonymie).
Le dictionnaire Bénézit (nom original : Dictionnaire critique et documentaire des peintres, sculpteurs, dessinateurs et graveurs de tous les temps et de tous les pays) est un dictionnaire de référence des peintres, sculpteurs, dessinateurs et graveurs du monde entier lancé en 1911 à Paris par Emmanuel Bénézit, dont il tire son nom usuel. 

## Histoire
Le premier rédacteur est Emmanuel Bénézit (1854-1920), qui semble s'être beaucoup inspiré du dictionnaire artistique allemand Thieme-Becker. Un des collaborateurs d'Emmanuel Bénézit est Edmond-Henri Zeiger-Viallet (1895-1994), relayé par le peintre Jacques Busse (1922-2004).
Le titre complet de la 4e édition (1999) est Dictionnaire critique et documentaire des peintres, sculpteurs, dessinateurs et graveurs de tous les temps et de tous les pays par un groupe d'écrivains spécialistes français et étrangers. Il comporte 13 440 pages pour 175 000 noms.
En 2008, Jean-Pierre Bénézit reçoit le prix de la Confédération internationale des négociants en œuvres d’art (CINOA) pour la contribution de sa famille au dictionnaire qui porte son nom depuis 1911.
Longtemps édité par les éditions Gründ, qui a conçu une édition anglaise en 2006,
le Bénézit est racheté en octobre 2010 par le groupe Oxford University Press, qui l'a mis en ligne en 2011.

## Contenu et forme
La deuxième édition comporte des notices consacrées à des artistes orientaux et occidentaux actifs sur une période s'étendant entre -5 et 1947. Elles vont de quelques lignes à des articles de plusieurs pages signés par leurs auteurs pour les artistes considérés comme les plus importants. Elles contiennent habituellement une liste des œuvres de l'artiste avec une indication du lieu (musée) dans lequel chacune d'entre elles se trouve, ainsi qu'une liste de ventes aux enchères avec le prix atteint. Certaines comportent une reproduction de la signature originale du sujet de l'article.

## Éditions
La première maison d'édition est René Roger et F. Chernoviz, elle publie trois volumes entre 1911 et 1923. Puis le titre est racheté par la librairie Gründ, qui les réimprime deux fois (en 1924 et 1939). 
La deuxième édition (1948-1955) compte huit volumes et fait plusieurs tirages jusqu'en 1966. La troisième de 1976 compte dix volumes, la quatrième de 1999 quatorze, tout comme la cinquième édition de 2006 publiée en anglais.

## Les usages du Bénézit
Un des intérêts du Bénézit est la forme compacte des notices, qui peut permettre à un exposant d'œuvres d'art de présenter facilement des textes de références sur les artistes qu'il expose.

## Version actuelle
Oxford University Press a racheté le Bénézit et le propose en ligne sur abonnement. Selon le site, il comporte 170 000 notices d'artistes, de l'Antiquité à nos jours, avec actualisation.